# Oicatá
Oicatá es un municipio colombiano, ubicado en la provincia del Centro del departamento de Boyacá. El territorio del municipio se encuentra ubicado sobre el altiplano Cundiboyacence, a 6 km al nororiente (línea de vista y 12 km en automóvil) de la ciudad de Tunja, capital del departamento.
Cuenta con un área total de 59 km², se encuentra entre los pisos térmicos frío seco y páramo cuya temperatura oscila entre 10 y 14 °C, la precipitación se presenta entre 600 y 1000 mm anuales.

## Toponimia
El topónimo Oicatá, en muysc cubun (idioma muisca), significa «Labranza en pedrisco», «sementera de la loma» o «dominio de los sacerdotes».

## Símbolos
Escudo
Está conformado por las siguientes partes:
- Particiones, el campo está terciado en franjas
- Campanas: en ella está el Sué o sol del templo, pintado por un aborigen antes de 1608.
- Faja: en ella están el cacique y la cacica de Oicatá, cuyos nombres lleva el municipio.
- Jefe: en él está el primer templo doctrinero construido en la provincia de Tunja en su tercera versión que data de 1600.
- Timbre o corona: formado por tres blasones un lápiz naranja con borrador que pasa hasta la punta un pergamino con las flechas del 20 de julio de 1810 y 10 de agosto de 1819; la primera concuerda con la firma del Acta de Independencia en Santa Fe y la segunda el recibimiento de El Libertador Simón Bolívar por Nicolás Cuervo y Rojas.
- Lema: ("mote" o "divisa") «Triunfar es nuestra meta» escrito sobre las dos cintas que penden del lápiz.
- Bordura: es la franja verde que rodea el Escudo en estilo barroco.
- Soporte: La bandera nacional en ambos flancos; las otras rematan espigas de trigo y simbolizan el trabajo del campesino.[8]

Bandera
Está conformada por los colores amarillo ocre y blanco con un sol, que significan:
- Colores Amarillo Ocre: expresa la mezcla de las razas muisca y española.
- Blanco: significa paz característica que se desea difundir Colombia y al mundo. El Sué o Sol, ubicado en el cantón consta de ocho rayos decorativos.

Himno
El Himno de Oicatá consta de coro y nueve estrofas cuya letra corresponde a la autoría de Senén Porras Villate, letras de las estrofas están contenidas en el Acuerdo 012 del 7 de diciembre de 1989 del concejo municipal; la música fue compuesta por Luis Alfredo Niño Ortega (exconcejal de Oicatá) y Gilberto Niño Ortega en 1989.

## Historia
El municipio fue fundado el 9 de mayo de 1539 por Pedro Ruiz Corredor.
En la época precolombina, el territorio del actual municipio de Oicatá estuvo habitado por los indígenas muiscas.
Nemusa, lugar destinado para el descanso del Zaque Quemuenchatocha, fue erigido en municipio hasta el año 1786, nombrado como primer alcalde el 22 de diciembre el mismo del mismo año Don Pedanso. En mayo de 1593 fue entregado como repartimiento indígena por Gonzalo Jiménez de Quesada a don Pedro Ruiz Corredor; este encomendero ordenó construir el Bohío, capilla donde el fray doctrinero cristianizaba varias veces al año; posteriormente construyó una capilla de tapia cubierta de paja.
Hasta el año de 1954, a partir de la cual se le suspendió esta categoría, convirtiéndose en corregimiento de Tunja y posteriormente, el 15 de julio de 1976, se declaró inexequible la ley y pasó nuevamente a categoría de Municipio gracias a la labor de dos personajes:Roberto Niño Rojas y Filemón Jiménez Ochoa, oriundos de Oicatá.
En 1590 fueron inventariados más de 40 elementos de culto religioso, entre otros la Pila Bautismal, El Ara y la Campana Grande.
La importancia histórica que se le atribuye al municipio de Oicatá, se debe principalmente a que su templo doctrinero fue uno de los primeros que sirvió como centro piloto de la evangelización, puesto que la cercanía a Tunja permitía una atención especial; la calidad artística (arquitectónica) es similar a la de Tunja. Actualmente el templo del municipio de Oicatá es considerado Monumento Nacional, preserva la mayoría de su estructura ya que ha sufrido cambios debido al deterio de su estructura y se clasifica como uno de los templos doctrineros más antiguos de América Latina.

## Geografía
El municipio de Oicatá se encuentra ubicado en las coordenadas 5°35′45″N 73°18′26″O / 5.59583, -73.30722 a tan solo 6 km de la ciudad de Tunja.
Área y superficie territorial
- Extensión total: 59 km²
- Extensión área urbana: 1 km²
- Extensión área rural: 58 km²

División territorial
El territorio se divide en las siguientes veredas:
- Guintivá
- Forantivá
- Poravita
- Centro (Cabecera municipal)

Límites del municipio
- Norte con el municipio de Cómbita y Tuta.
- Sur con el municipio de Chivatá y Tunja.
- Oriente con el municipio de Chivatá.
- Occidente con el municipio de Cómbita y Tunja.

| Noroeste: Cómbita | Norte: Tuta | Nordeste: Tuta   |
| Oeste: Cómbita    |             | Este: Chivatá    |
| Suroeste: Tunja   | Sur: Tunja  | Sureste: Chivatá |

## Ecología

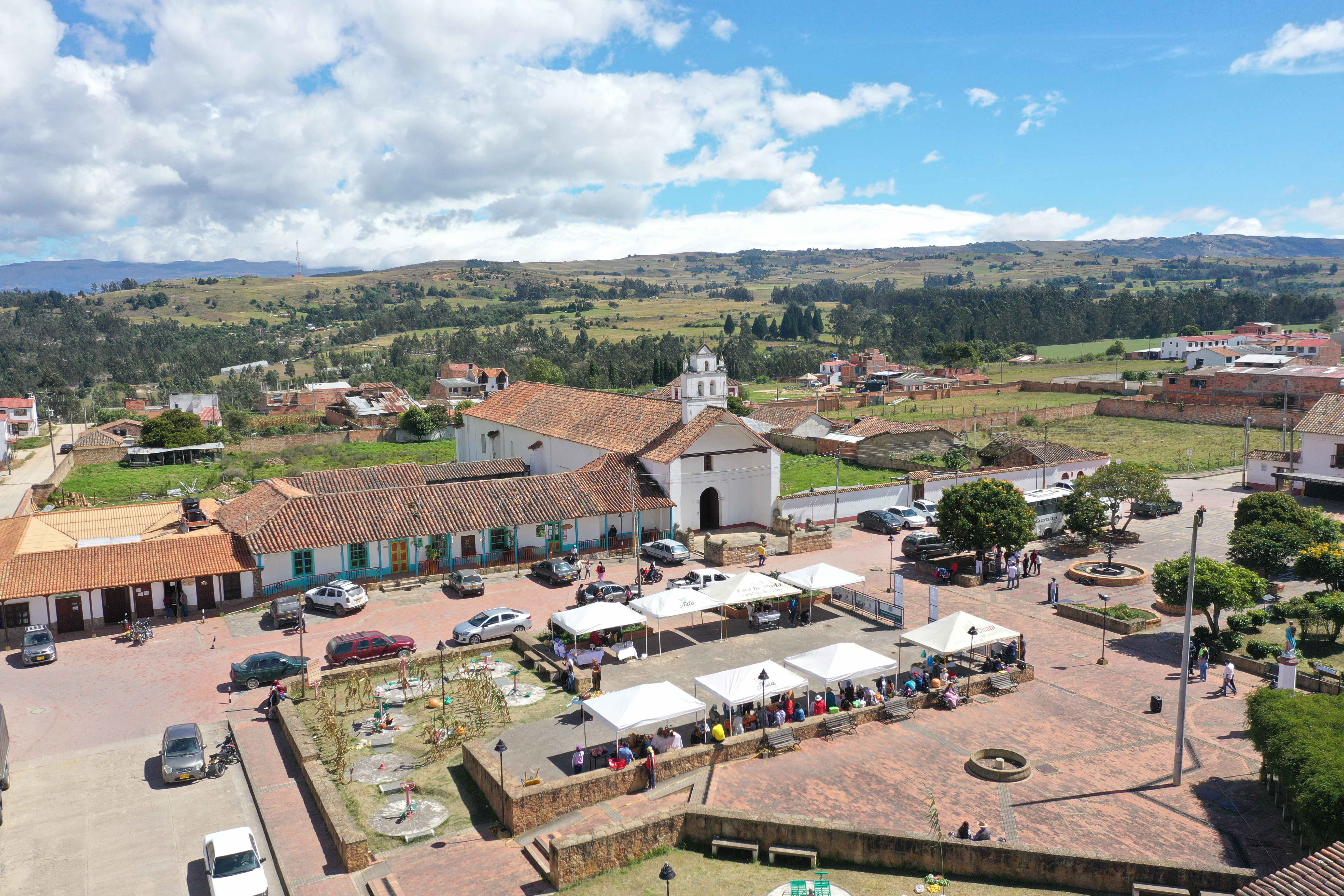
Plaza principal de Oicatá, vista desde el Occidente.

La ecología del municipio no es variada, debido a que no cuenta con una gran variedad de flora nativa; algunas de las especies existentes son: romero, eucaliptus, helechos, sauces, entre otros. Posee muy pocos yacimientos de agua y quebradas pero en peligro desaparecer debido a los cambios climáticos y la deforestación. La población ha fomentado la siembra de árboles que ayudan a conservar la humedad y los suelos.
También habitan aves de vuelo como palomas, garzas, canarios y reptiles como serpientes, lagartos, ranas y animales domesticados como ganado vacuno, cerdos, caballos, perros, gatos etc.

## Climatología
Oicatá, debido a su cercanía a la capital del departamento, Tunja, comparte las mismas clasificaciones climáticas.
Según la clasificación de Köppen, Oicatá posee un clima de tipo EH: Frío de alta montaña. Al igual que todas las regiones de la zona intertropical, el clima está influenciado solamente por la altitud y las corrientes oceánicas que causan leves variaciones de temperatura, la más significativas entre el día y la noche como se puede observar en la siguiente tabla.
Presión barométrica: 1024 hPa

| Parámetros climáticos promedio de Oicatá (2720 m s. n. m.) Medias y extremas: 1999-2011 | Parámetros climáticos promedio de Oicatá (2720 m s. n. m.) Medias y extremas: 1999-2011 | Parámetros climáticos promedio de Oicatá (2720 m s. n. m.) Medias y extremas: 1999-2011 | Parámetros climáticos promedio de Oicatá (2720 m s. n. m.) Medias y extremas: 1999-2011 | Parámetros climáticos promedio de Oicatá (2720 m s. n. m.) Medias y extremas: 1999-2011 | Parámetros climáticos promedio de Oicatá (2720 m s. n. m.) Medias y extremas: 1999-2011 | Parámetros climáticos promedio de Oicatá (2720 m s. n. m.) Medias y extremas: 1999-2011 | Parámetros climáticos promedio de Oicatá (2720 m s. n. m.) Medias y extremas: 1999-2011 | Parámetros climáticos promedio de Oicatá (2720 m s. n. m.) Medias y extremas: 1999-2011 | Parámetros climáticos promedio de Oicatá (2720 m s. n. m.) Medias y extremas: 1999-2011 | Parámetros climáticos promedio de Oicatá (2720 m s. n. m.) Medias y extremas: 1999-2011 | Parámetros climáticos promedio de Oicatá (2720 m s. n. m.) Medias y extremas: 1999-2011 | Parámetros climáticos promedio de Oicatá (2720 m s. n. m.) Medias y extremas: 1999-2011 | Parámetros climáticos promedio de Oicatá (2720 m s. n. m.) Medias y extremas: 1999-2011 |
| Mes                                                                                     | Ene.                                                                                    | Feb.                                                                                    | Mar.                                                                                    | Abr.                                                                                    | May.                                                                                    | Jun.                                                                                    | Jul.                                                                                    | Ago.                                                                                    | Sep.                                                                                    | Oct.                                                                                    | Nov.                                                                                    | Dic.                                                                                    | Anual                                                                                   |
| --------------------------------------------------------------------------------------- | --------------------------------------------------------------------------------------- | --------------------------------------------------------------------------------------- | --------------------------------------------------------------------------------------- | --------------------------------------------------------------------------------------- | --------------------------------------------------------------------------------------- | --------------------------------------------------------------------------------------- | --------------------------------------------------------------------------------------- | --------------------------------------------------------------------------------------- | --------------------------------------------------------------------------------------- | --------------------------------------------------------------------------------------- | --------------------------------------------------------------------------------------- | --------------------------------------------------------------------------------------- | --------------------------------------------------------------------------------------- |
| Temp. máx. abs. (°C)                                                                    | 23.6                                                                                    | 23.9                                                                                    | 25.2                                                                                    | 24.4                                                                                    | 22.2                                                                                    | 20.9                                                                                    | 20.6                                                                                    | 21.8                                                                                    | 23.4                                                                                    | 22.3                                                                                    | 22.4                                                                                    | 23.8                                                                                    | 22.9                                                                                    |
| Temp. máx. media (°C)                                                                   | 19.0                                                                                    | 19.4                                                                                    | 19.2                                                                                    | 18.4                                                                                    | 17.3                                                                                    | 16.3                                                                                    | 16.0                                                                                    | 16.4                                                                                    | 17.2                                                                                    | 17.8                                                                                    | 18.1                                                                                    | 18.2                                                                                    | 17.8                                                                                    |
| Temp. media (°C)                                                                        | 12.9                                                                                    | 13.3                                                                                    | 13.6                                                                                    | 13.6                                                                                    | 13.2                                                                                    | 12.4                                                                                    | 11.9                                                                                    | 12.1                                                                                    | 12.5                                                                                    | 13.0                                                                                    | 13.2                                                                                    | 12.8                                                                                    | 12.9                                                                                    |
| Temp. mín. media (°C)                                                                   | 7.1                                                                                     | 7.9                                                                                     | 8.9                                                                                     | 9.6                                                                                     | 9.6                                                                                     | 9.0                                                                                     | 8.3                                                                                     | 8.2                                                                                     | 8.1                                                                                     | 8.7                                                                                     | 8.9                                                                                     | 7.7                                                                                     | 8.5                                                                                     |
| Temp. mín. abs. (°C)                                                                    | 0.2                                                                                     | -1.1                                                                                    | 2.1                                                                                     | 4.4                                                                                     | 4.6                                                                                     | 2.2                                                                                     | 1.8                                                                                     | 2.0                                                                                     | 1.4                                                                                     | 3.2                                                                                     | 0.5                                                                                     | -0.3                                                                                    | 1.7                                                                                     |
| Precipitación total (mm)                                                                | 14.9                                                                                    | 26.8                                                                                    | 53.9                                                                                    | 77.7                                                                                    | 84.6                                                                                    | 56.4                                                                                    | 44.9                                                                                    | 43.1                                                                                    | 52.0                                                                                    | 88.9                                                                                    | 69.9                                                                                    | 31.5                                                                                    | 644.6                                                                                   |
| Días de lluvias (≥ 1 mm)                                                                | 5                                                                                       | 8                                                                                       | 13                                                                                      | 17                                                                                      | 19                                                                                      | 18                                                                                      | 18                                                                                      | 19                                                                                      | 16                                                                                      | 17                                                                                      | 15                                                                                      | 9                                                                                       | 174                                                                                     |
| Humedad relativa (%)                                                                    | 77                                                                                      | 75                                                                                      | 77                                                                                      | 80                                                                                      | 82                                                                                      | 84                                                                                      | 83                                                                                      | 82                                                                                      | 80                                                                                      | 80                                                                                      | 80                                                                                      | 80                                                                                      | 78                                                                                      |
| Fuente: Instituto de Hidrografía, Meteorología y Medio Ambiente de Colombia             |                                                                                         |                                                                                         |                                                                                         |                                                                                         |                                                                                         |                                                                                         |                                                                                         |                                                                                         |                                                                                         |                                                                                         |                                                                                         |                                                                                         |                                                                                         |

Se presentan dos periodos de baja precipitación (diciembre a marzo y julio a septiembre) y dos periodos lluviosos (abril a junio y octubre a noviembre), que varían su intensidad según la influencia de los fenómenos de la Corriente de Humboldt que se presentan cada 2 o 3 años en los países del norte de Sudamérica.

## Economía
La economía del municipio está basada en la agricultura, la cual en su mayor parte está representada por cultivos temporales, los cuales se utilizan como fuente de alimento para el ganado y el consumo local; el principal cultivo es el maíz. También existe cría de aves de corral y cerdos. Otras cosechas transitoria son: la pera, durazno, fresa y manzana, en cuanto a cultivos transitorios se destacan la siembra de trigo, arveja, avena, papa y cebada este último se destaca junto con el trigo pues el clima permite que se cultive fácilmente en esta región, el cultivo de la papa no es gran rendimiento puesto que el clima y la falta de agua son limitantes para cultivarla.
La ganadería en el municipio de Oicatá predomina especialmente en el valle del río Chicamocha (río que proviene de la ciudad de Tunja) y en el valle de Rumba (límites con Tuta y Chivatá) con explotación intensiva de leche, existen haciendas con tecnificación desarrollada, se utilizan canales de irrigación debido a su bajo nivel de pluviosidad; la ganadería tradicional en el resto del municipio es rudimentaria por la escasez de agua y pastos, utilización de ganado criollo con pocas posibilidades de mejora, la explotación ganadera predominate es la bovina.
Otras especies: ovinos, caprinos, porcinos, bovinos y mulares.

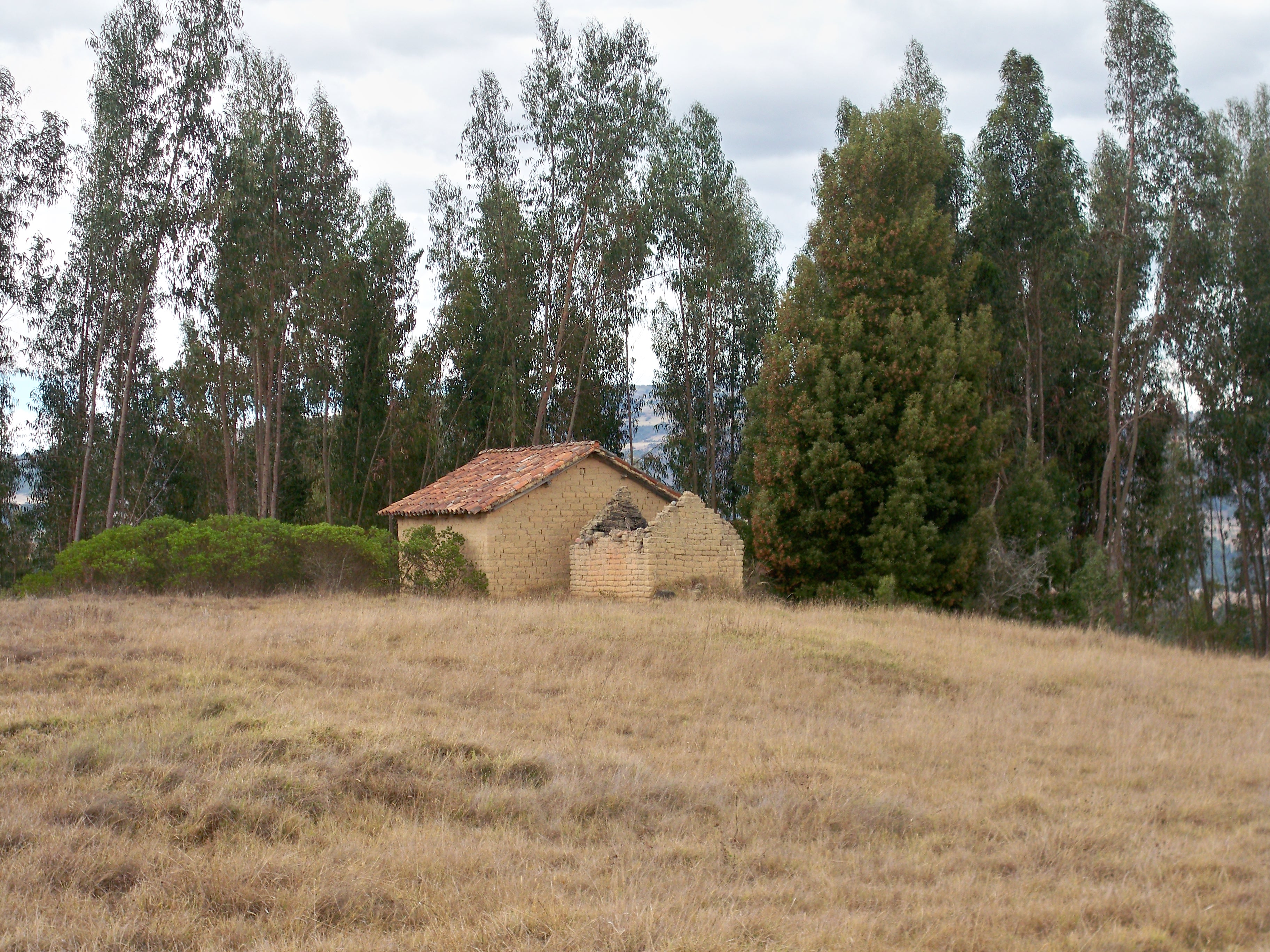
La búsqueda de más y mejores oportunidades económicas en las ciudades como Tunja y Bogotá DC. hace que sus habitantes tiendan a abandonar sus casas

La mayoría de la población está dedicada a la agricultura y otras actividades como elaboración de ladrillos cuyas fábricas se localizan en la parte rural: además de ladrillo también se refleja la fabricación de teja, bloque, tuberías de desagüe, etc.

## Vías de comunicación
Las calles urbanas son pavimentadas y también en relleno fluido o cementadas, la vía principal que comunica la zona urbana con el sector denominado el Kiosko, vía de acceso al casco urbano, está pavimentada la cual conecta con la autopista central del norte que va de la ciudad de Tunja hasta la ciudad de Sogamoso y otra vía alterna para llegar a Tunja es la denominada Las cebollas la cual por su cercanía a la ciudad es también de gran utilidad y es una carretera en regular estado; las otras vías que comunican a la zona urbana con las veredas como son las de Forantivá se denomina - vía La Fuente, vía San Pedro y vía La Laguna son destapadas.
En la Vereda Guintivá; las principales vías son: Caiboca, vía Alto de la mesa, vía El espino.
En la Vereda Poravita; existen vías como - El Mortiñal, La Escuela, La Vega, las antiguas instalaciones del colegio Colombo Húngaro todas destapadas. Otras vías Oicatá - El empalme- Tunja- Paipa, Tunja- Oicatá- Las cebollas la comunicación es a través de vías rurales destapadas.

## Medios de comunicación
Radio

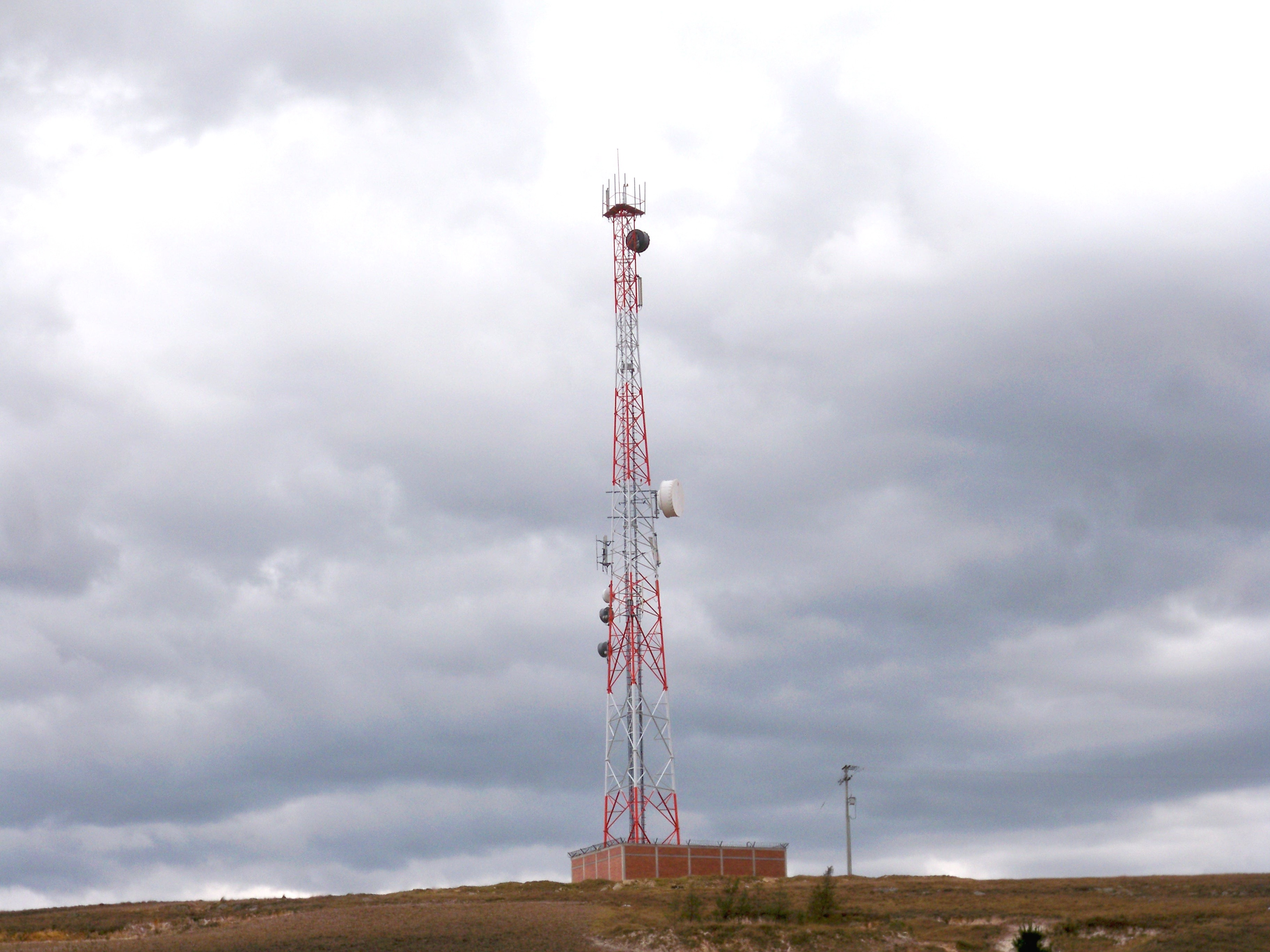
Antena de telefonía móvil en Oicatá

En el municipio existe una emisora comunitaria, Radio Milagro, que comparte la diósesis de Tunja y el municipio de Oicatá.
Telefonía móvil y cableada
En la zona rural solo existe el cubrimiento de la telefonía móvil conocidos como Movistar, Claro Móvil, Tigo, Avantel (IDEN y móvil), Etb,  Virgin Mobile y Uff.
La telefonía alámbrica solo en el casco urbano del municipio siendo el medio menos usado por sus habitantes.
Internet móvil y cableado
En la mayor parte del municipio la cobertura es total por los operadores móviles en Colombia con tecnología GPRS, EDGE y 3G, en la zona urbana y algunas partes rurales cuenta con red 4G LTE de los operadores móviles existentes en Colombia, el internet por cables y fibra óptica ofrecida únicamente en la zona urbana.
Televisión
El municipio tiene la cobertura de los canales privados nacionales y públicos como Señal Institucional Señal Colombia, todas en señal en señal análoga y digital terrestre TDT DVB-T2.
El acceso de la televisión digital por satélite sin restricción y opera como en cualquier otro sitio del territorio colombiano.

## Servicios públicos básicos
Agua
El municipio cuenta con dos acueductos, uno que presta servicio sólo a la zona urbana administrado por el gobierno local y otro que presta el servicio a la zona rural administrado por una asociación de usuarios campesinos del municipio.
Energía eléctrica
El municipio cuenta en su totalidad del servicio de energía eléctrica de 110 - 120 y 220-240 V frecuencia 60Hz suministrada por la Empresa De Energía De Boyacá.
Gas natural
La zona urbana es la única zona del municipio que cuenta con el servicio de gas natural, la zona rural utiliza el carbón mineral, biomasa (leña, residuos de los árboles de eucalipto) o el GLP (gas licuado de petróleo).
Transporte público
El servicio de transporte es ofrecido normalmente por dos empresas privadas de Tunja y Duitama, con rutas Tunja - Oicatá - Caiboca: la regularidad con que se presta el servicio es, teóricamente, de cada media hora saliendo desde el terminal de transportes de la ciudad de Tunja (Sujeto a cambios por contingencia mundial de COVID-19).
El municipio de Oicatá no cuenta con Terminal de transporte, así pues, los buses y busetas hacen parada en el parque principal y allí mismo los pasajeros esperan el paso de los diferentes vehículos para su transporte de la zona urbana a Tunja y de la misma a Caiboca.

## Educación
El sistema educativo en Colombia es de total cobertura y gratuita lo mismo sucede dentro del municipio con centros educativos adscritos a la Secretaría de Educación De Boyacá.
El colegio municipal  Nicolás Cuervo y Rojas desarrolla la educación media y bachillerato con profundización en ciencias naturales y agricultura.
Existen centros de educación primaria que ofrecen formación del grado 0 (preescolar) hasta el grado 5, ubicadas en cada una de las veredas, las mismas coordinadas y administradas desde el Colegio municipal.
Los centros educativos rurales del municipio son: Centro Educativo El Llano, Centro Educativo Poravita, Centro Educativo Caiboca; Centro Educativo La Laguna, Centro Educativo San Pedro y el Colegio Municipal localizado en la zona urbana.

## Fiestas, actividades propias y cultura
Fiestas y tradiciones religiosas
En Oicatá se destaca, como en la mayoría de los municipios del departamento, la religión Católica, por ende se celebran festividades religiosas según calendario Católico, muchas de estas festividades se realizan en la zona rural (aunque las más importantes se realizan en la plaza principal), donde se dan a conocer platos típicos, eventos culturales y de esparcimiento.
Desde 1950 fueron instituidos los días, por calendario Católico, para la celebración de festividades en honor a la Virgen del Tránsito, que es muy popular en la región central de Boyacá (Tunja y alrededores), las festividades tienen lugar a mediados de agosto; También se celebran festividades a mediados de diciembre como lo son los aguinaldos y manifestaciones artísticas como eventos religiosos en los cuales se integran la comunidad y las autoridades gubernamentales del municipio
Atractivos turísticos
- Templo doctrinero del siglo XVI.
- Casa municipal
- Casa de la cultura
- Casa de Las Hinojosas o casa de las microempresas
- Hotel Castillo del Viento
- Hacienda Santa Teresa (ubicada al norte de la cabecera municipal)

Cultura de Oicatá
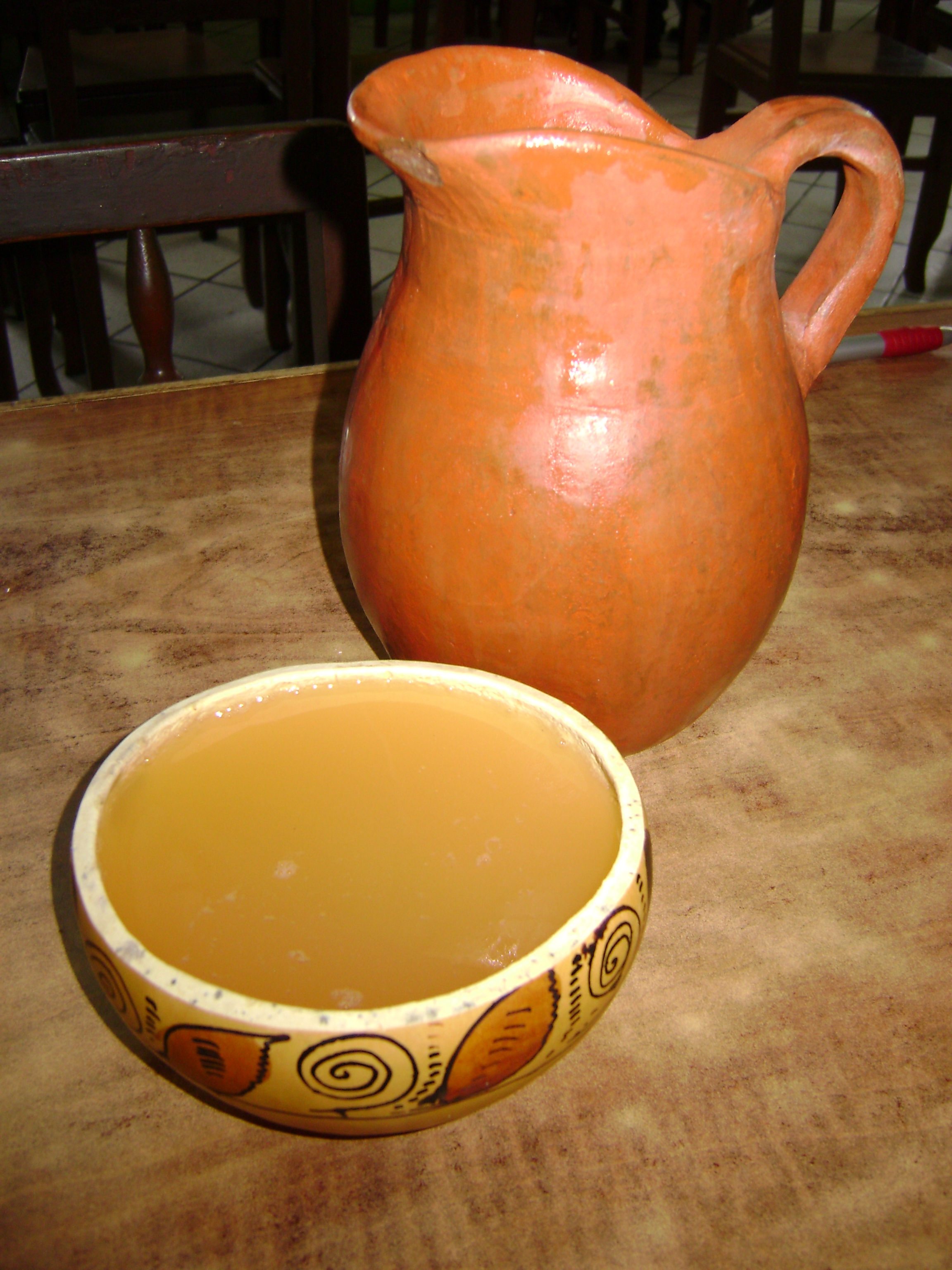
Jarro de chicha, bebida tradicional de Oicatá
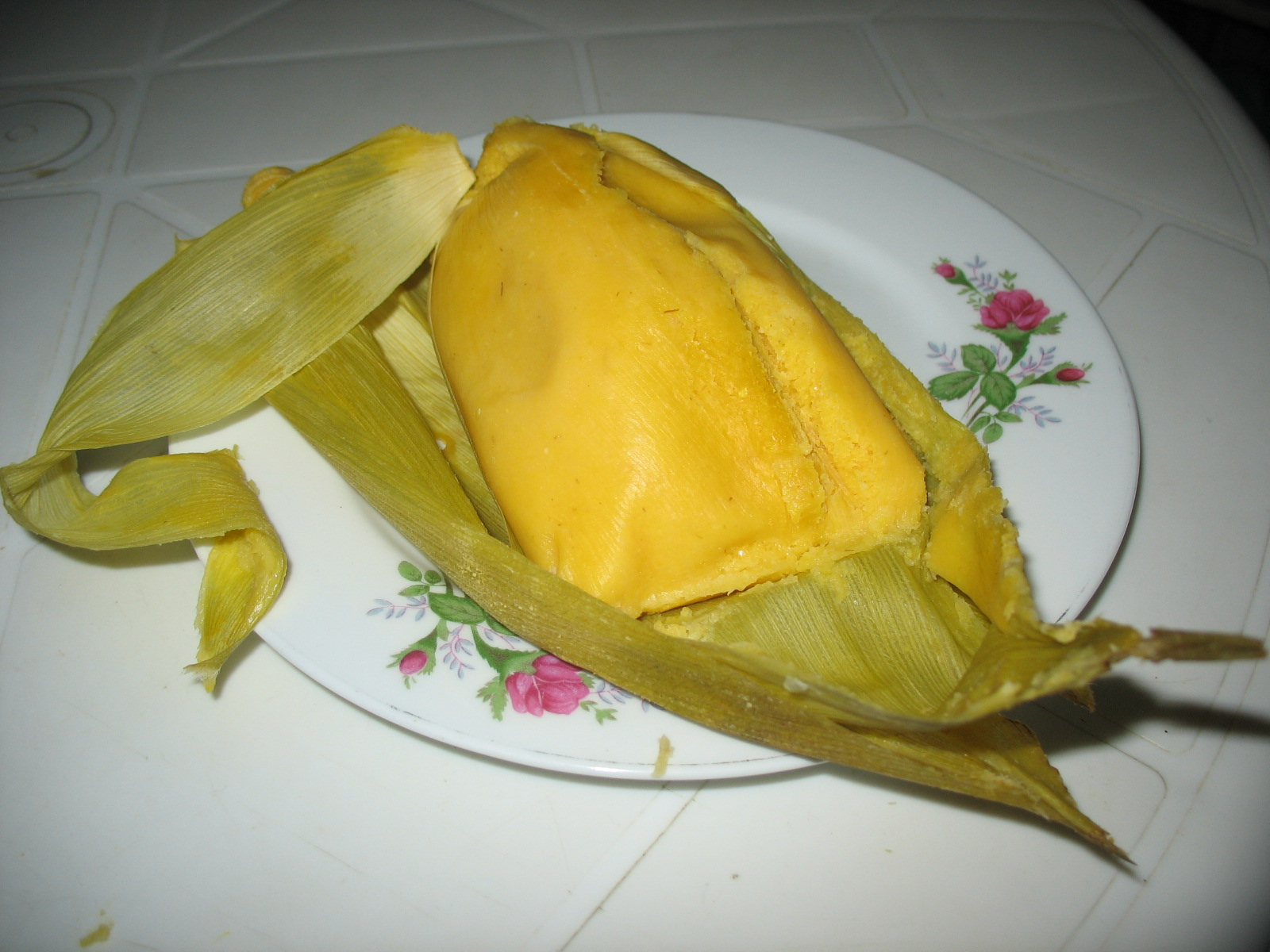
Envuelto de mazorca
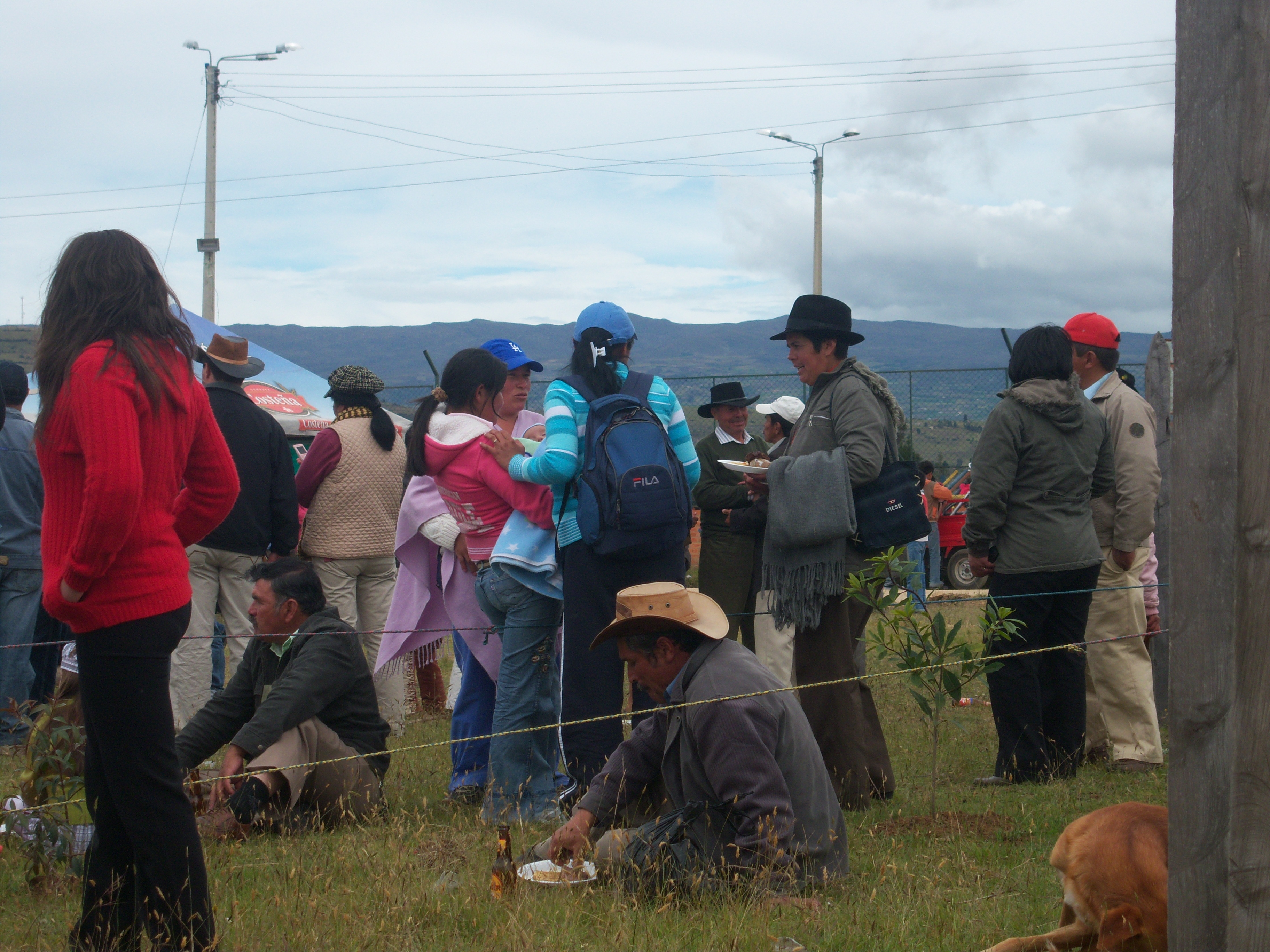
Fiesta Día del campesino
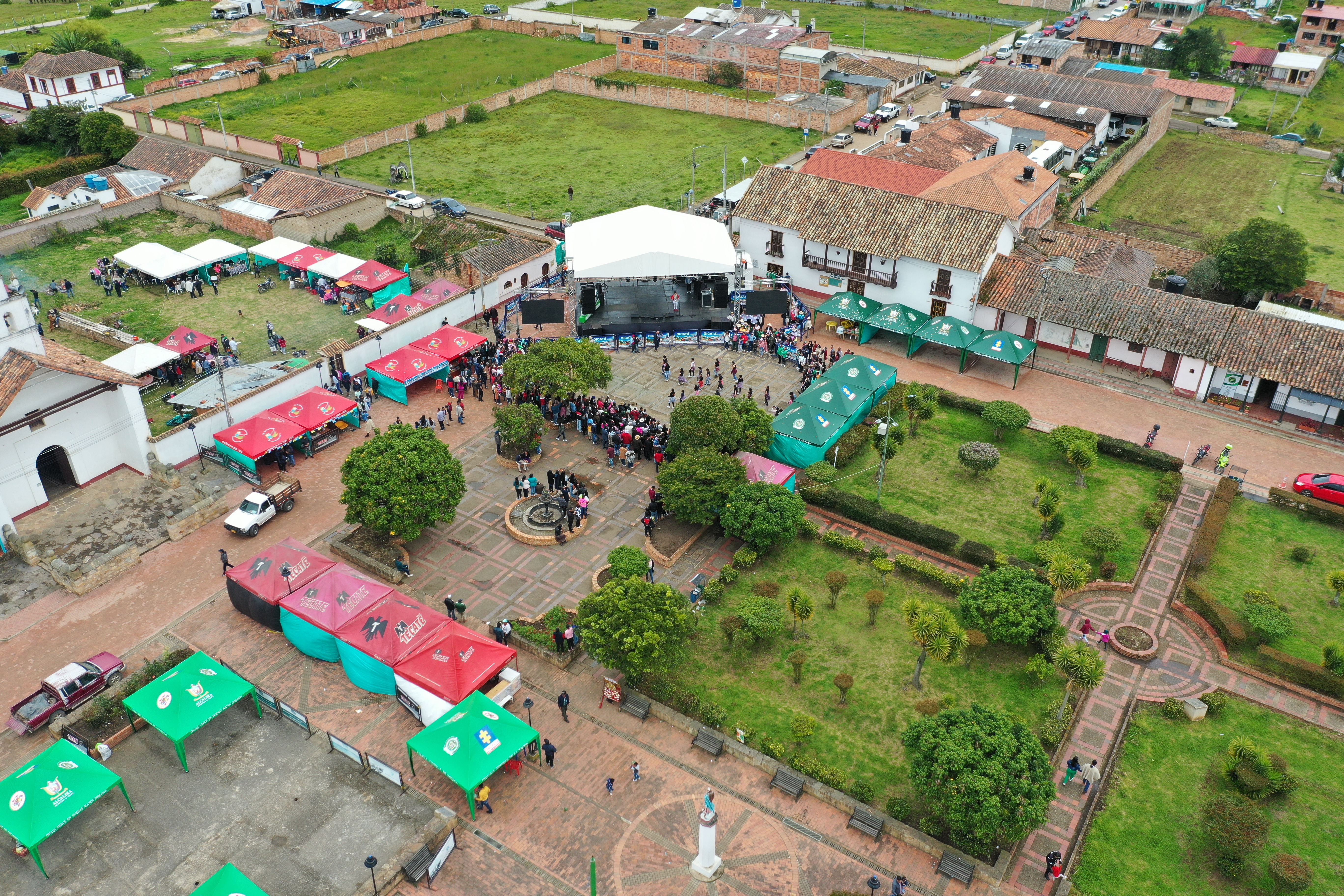
Evento artístico de danzas
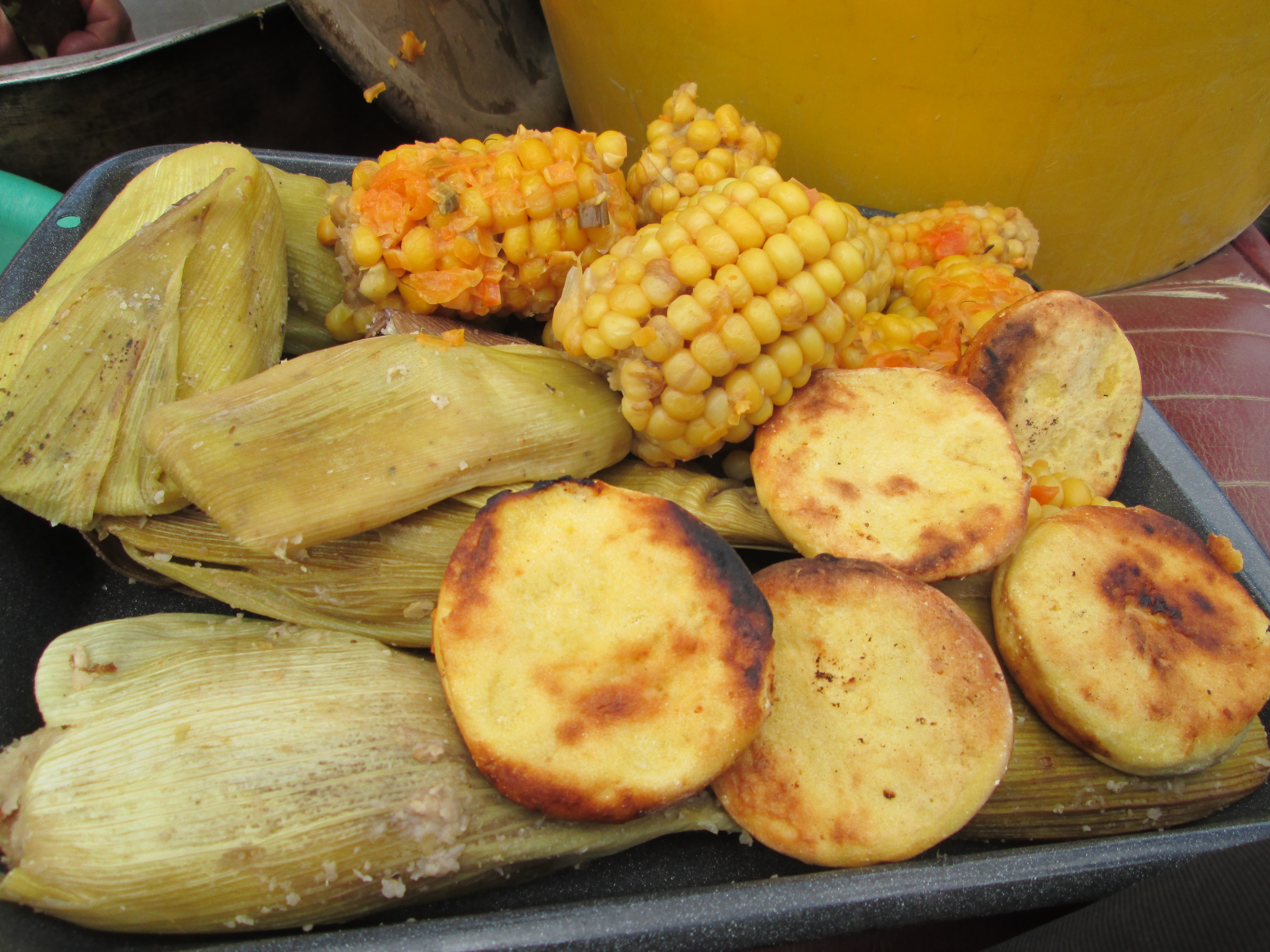
Comida típica

Platos típicos
En Oicatá los platos típicos son la sopa de cuchuco de maíz, la sopa de cuchuco de trigo con espinazo de cerdo, la sopa de criadillas de cordero, la sopa de pan en cazuela, el puchero boyacense, el arroz tapado, cabeza y guiso de cordero, chuletas de cerdo, los bizcochos de almendra, las empanadas de trigo, los envueltos de mazorca, longaniza, la torta de cuajada, el esponjado de curuba, la torta de manzana, el guarapo, la chicha y el canelazo.

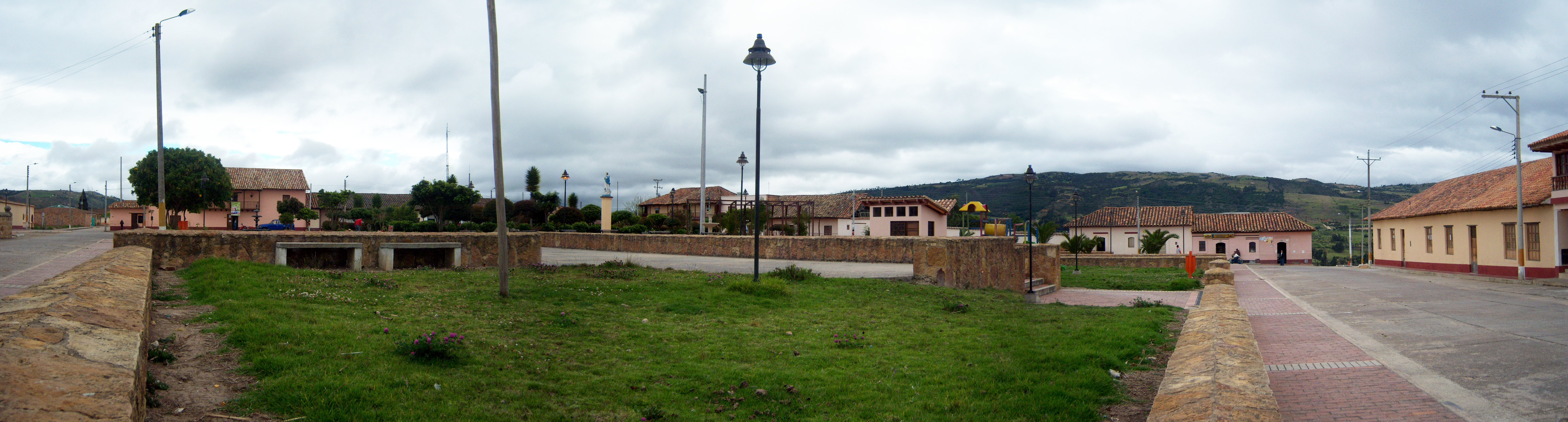
Imagen panorámica del parque principal de Oicatá (Año 2009)

## Hoteles y hospedajes
En el municipio de Oicatá se destacan los hoteles Castillo del Viento, ubicado en la parte occidental de la zona urbana del municipio, y la Hacienda Santa Teresa.

## Servicios públicos
- Energía Eléctrica: Empresa de Energía de Boyacá (EBSA), es la empresa prestadora del servicio de energía eléctrica.
- Gas Natural: Vanti es la empresa distribuidora y comercializadora de gas natural en el municipio.